# Opisthopsis respiciens
Opisthopsis respiciens är en myrart som först beskrevs av Smith 1865.  Opisthopsis respiciens ingår i släktet Opisthopsis och familjen myror.

## Underarter
Arten delas in i följande underarter:
- O. r. moestus
- O. r. respiciens

## Bildgalleri

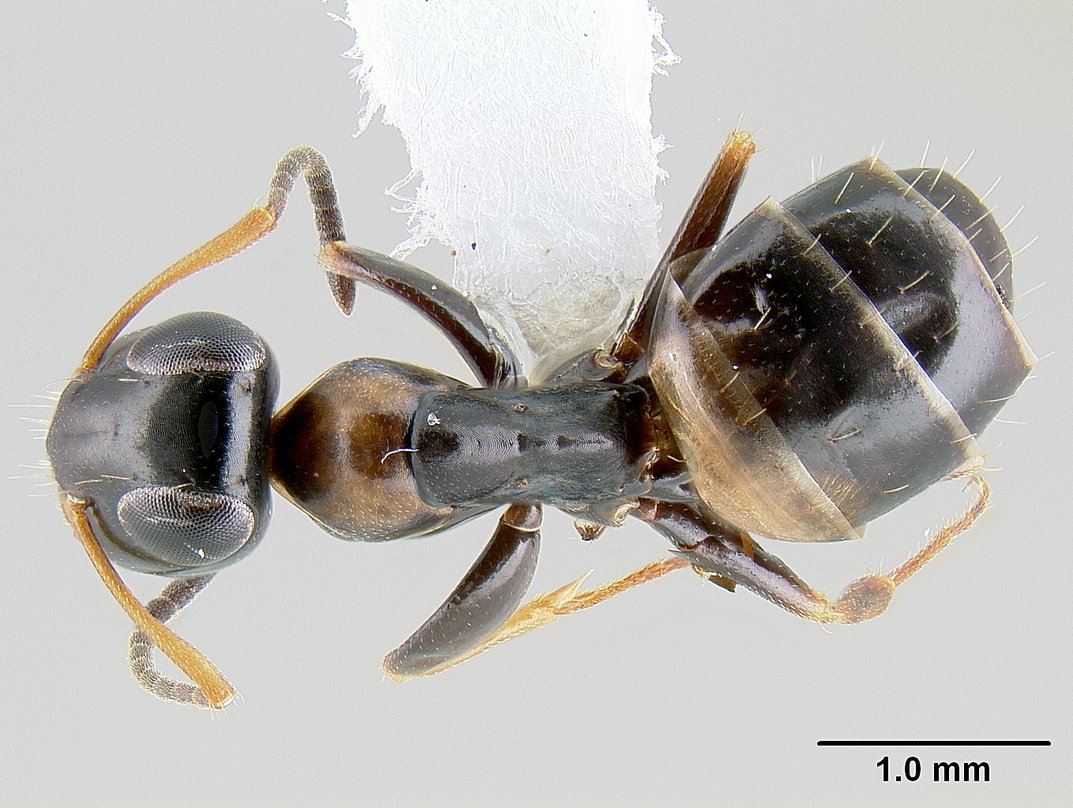
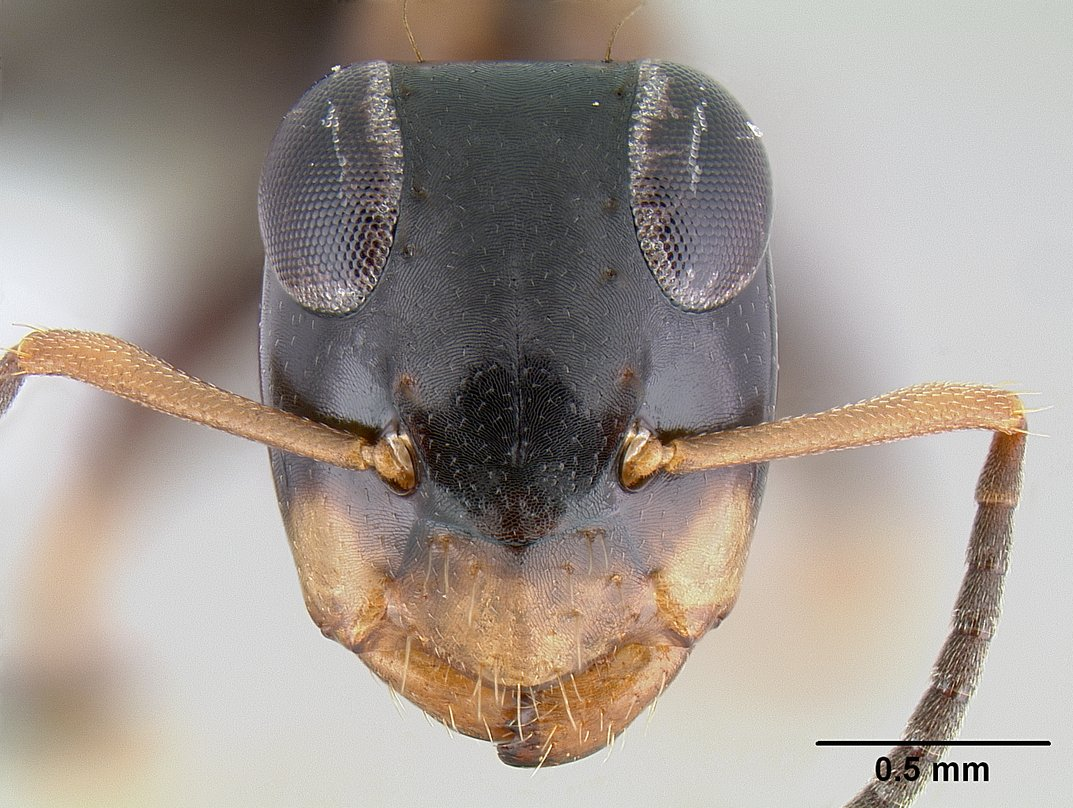
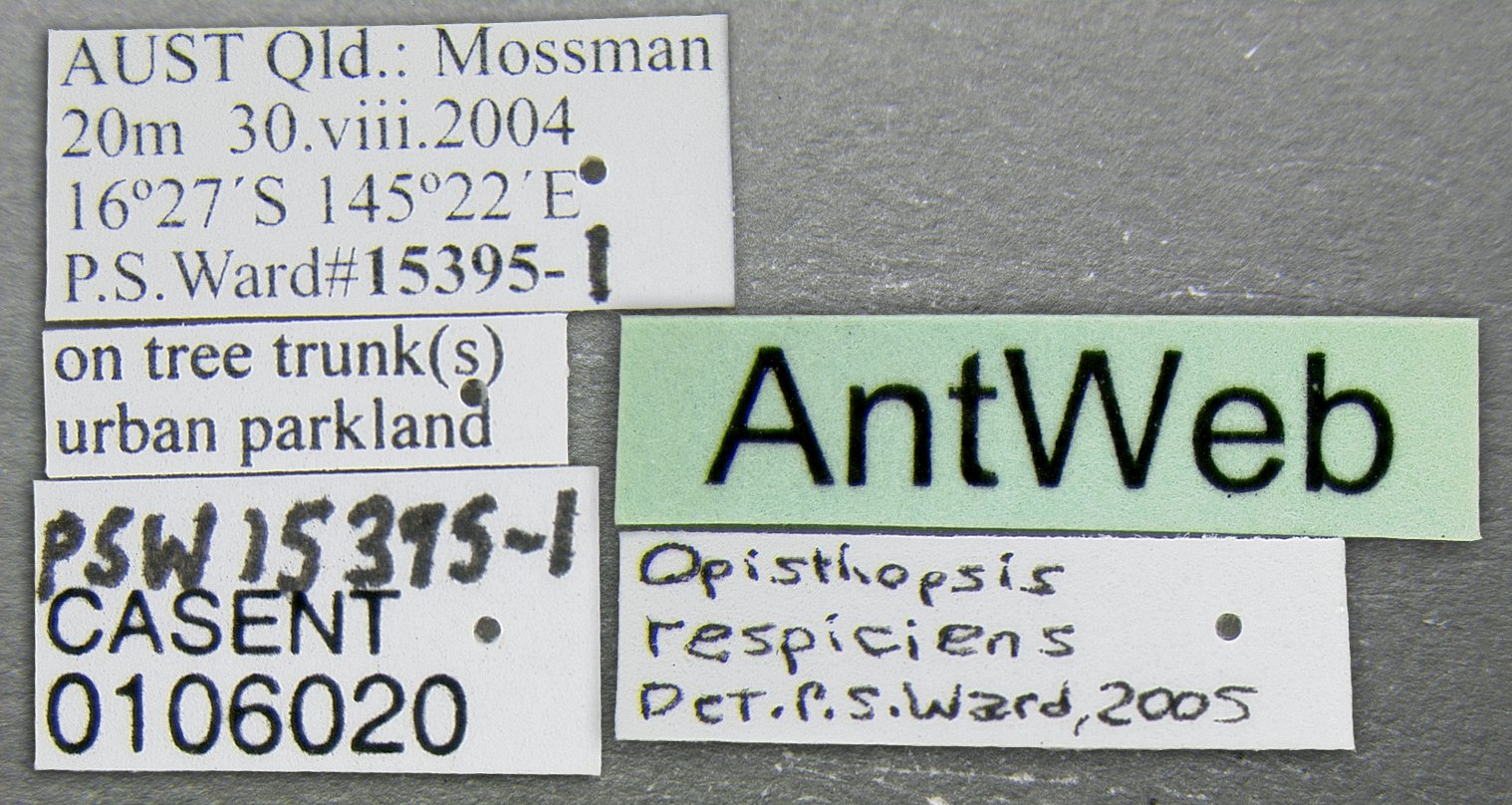
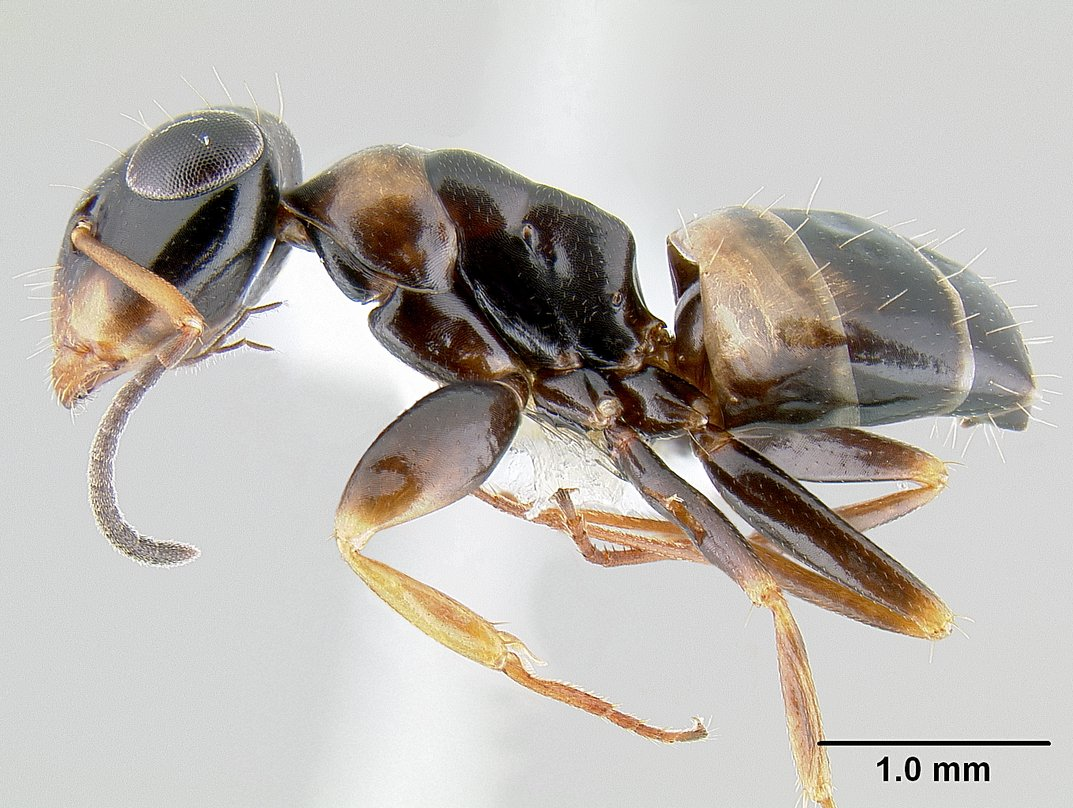
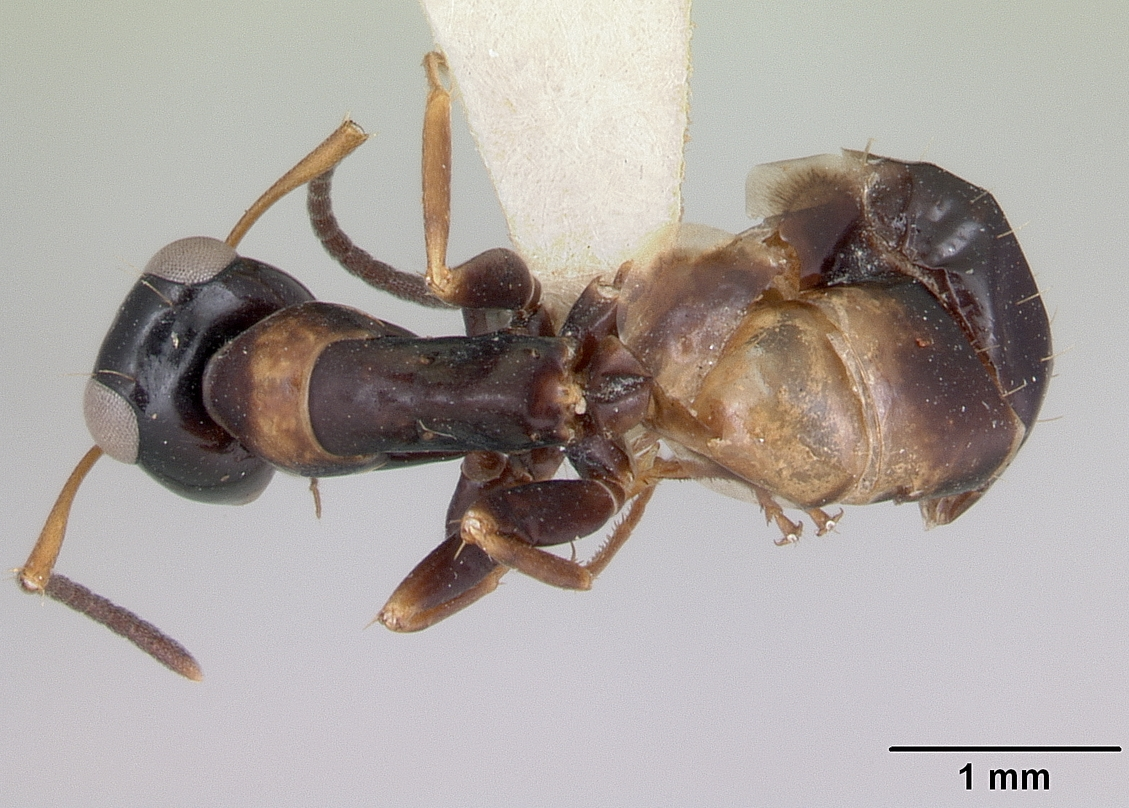
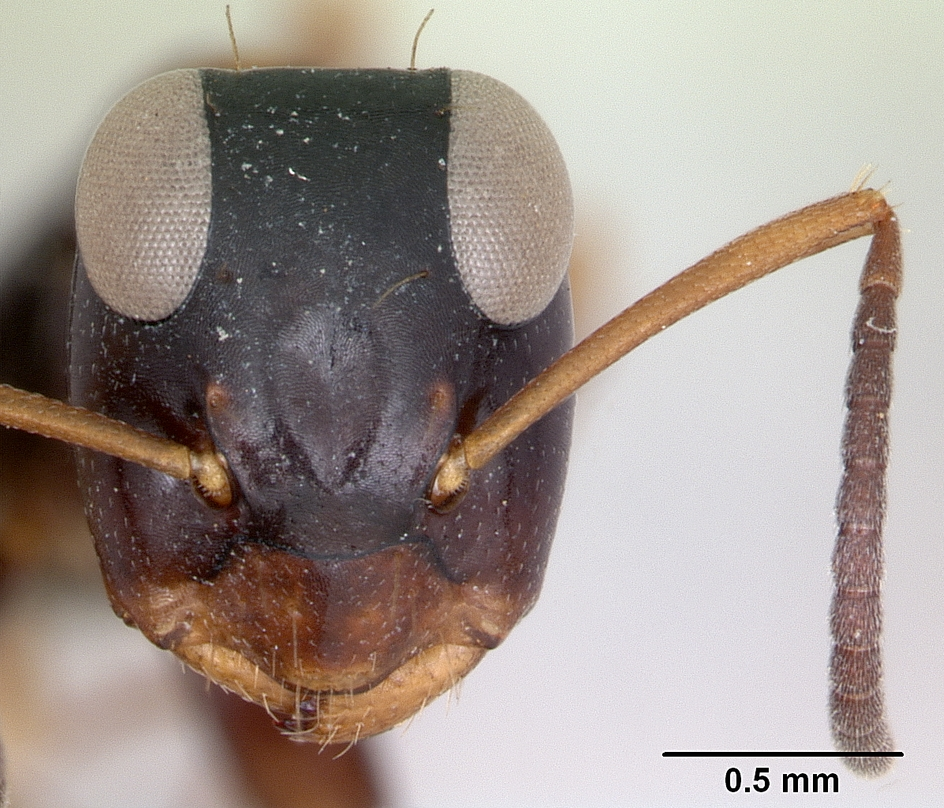